# کیانمهر

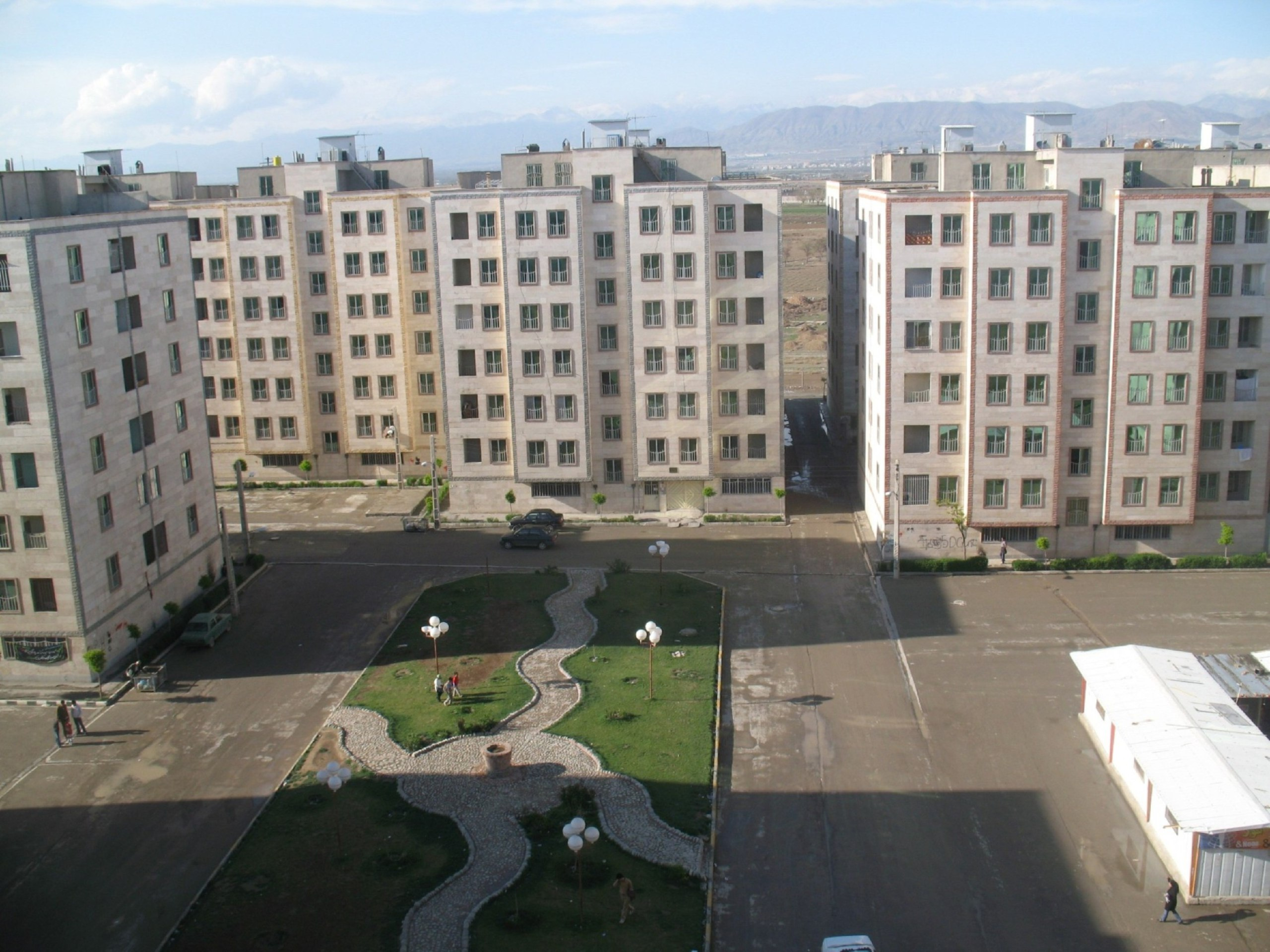
نمایی از شهرک‎نور واقع در کیانمهر

کیانمهر شهرکی در جنوب غربی شهر کرج می‌باشد این منطقه از لحاظ مناطق شهرداری جزو منطقه ۳ کرج محسوب می‌شود. این شهرک جزو قدیمی‌ترین مناطق مسکونی کرج است.
کیانمهر تا قبل از سال ۱۳۷۲ یکی از محله‌های مهرشهر بود که با انحلال شهرداری مهرشهر و الحاق منطقه مهرشهر به شهرداری کرج، اکنون به یکی از محله‌های کرج درآمده است.
شهرت اصلی کیانمهر مربوط به ساختمانهای آجری شهربانی می‌باشد. ساختمان‌هایی که در سال ۸۲ تخریب شدند و به جای آن‌ها شهرک مروارید ساخته شد.

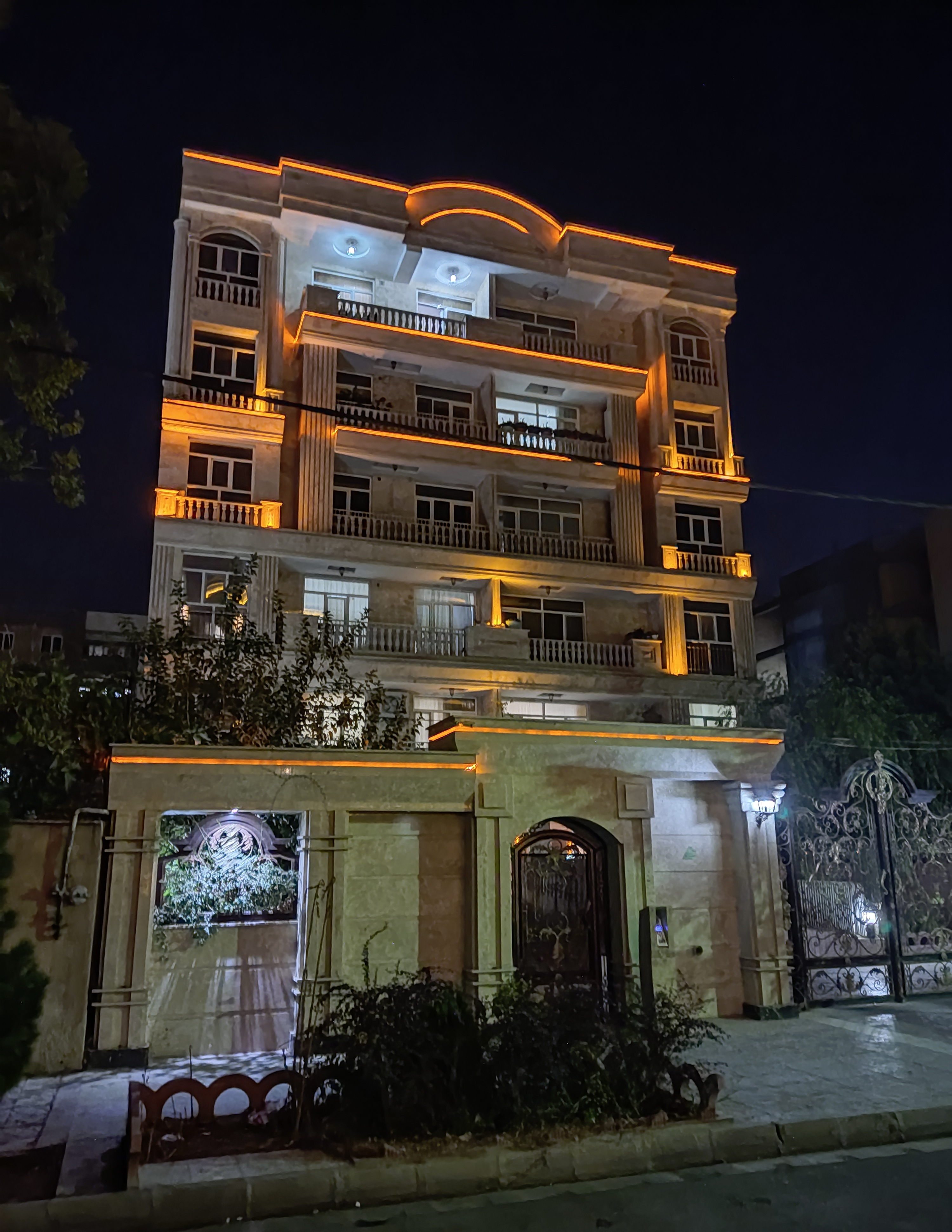
ساختمان‌های محله کیانمهر

شهرک کیانمهر کرج خود از چندین شهرک تشکیل شده ازجمله: شهرک بهاران، شهرک نور، شهرک مروارید و …
سبک ساختمان‌های کیانمهر در گذشته ویلایی بوده‌است اما امروزه به علت افزایش جمعیت آپارتمانی شده‌است.

## معنای نام
مرکب از کیان به معنای سرزمین یا جمع کی به معنی شاه و مهر به معنی محبت یا خورشید محبت بزرگوارانه، دوستی شاهانه، سرآمد پادشاهان، آنکه در میان سایر فرمانفرمایان موقعیت ویژه ای دارد، خورشید سرزمین، آنکه در تمام سرزمین برجسته است.

## مراکز و امکانات
اداره کل گمرکات استان البرز در کیانمهر قرار گرفته‌است.
کیانمهر دارای انواع امکانات رفاهی از قبیل: پمپ بنزین، کلانتری، جایگاه پمپ گاز، مدرسه، درمانگاه، بازارهای روز شهرداری کرج، بانک و… می‌باشد.
بوستان‌ها
- بوستان ورزش
- بوستان هامون
- بوستان بهاران
- بوستان مهر
- بوستان مادر

از ویژگی‌های کیانمهر گذر جادهٔ ترانزیتی قزلحصار از حومهٔ غربی کیانمهر و همچنین جاده ماهدشت است.
همچنین قرار گرفتن فرودگاه پیام (تنها فرودگاه بین‌المللی استان البرز و شهر کرج) و همچنین (کانون پستی پایتخت) در این منطقه به اهمیت این شهرک افزوده‌است.
- تارنمای کرج بزرگ - کیانمهر بایگانی‌شده  در ۲۷ سپتامبر ۲۰۱۵ توسط Wayback Machine
- موقعیت شهرک کیانمهر
- پارک منطقه‌ای در کیانمهر کرج طراحی و احداث می‌شود[پیوند مرده]
- افتتاح کلانتری ۴۳ کرج در کیانمهر
- پمپ بنزین کیانمهر